# Małe jest piękne
Małe jest piękne (ang. Tiptoes, znany także jako Tiny Tiptoes) – amerykańsko-francuski komediodramat z 2003 roku w reżyserii Matthew Brighta. W filmie występują Kate Beckinsale, Matthew McConaughey i Gary Oldman. Film został pokazany w 2004 roku podczas Festiwalu Filmowego w Sundance.

## Opis fabuły
Artystka Carol (Kate Beckinsale) mieszka wraz ze swoim partnerem Stevenem (Matthew McConaughey) na prowincji. Para spodziewa się dziecka. Pewnego dnia kobieta poznaje brata swojego ukochanego, Rolfe'a (Gary Oldman), który jest karłem. Obawia się, że jej dziecko może odziedziczyć tę chorobę. Zaczyna bacznie obserwować Rolfe'a. Stopniowo poznaje jego zalety i ogromny hart ducha. Po pewnym czasie Carol ze zdumieniem odkrywa, że jest w nim zakochana.

## Obsada
- Gary Oldman jako Rolfe
- Peter Dinklage jako Maurice
- Kate Beckinsale jako Carol
- Matthew McConaughey jako Steven Bedalia
- Patricia Arquette jako Lucy
- Debbie Lee Carrington jako Kitty Katz
- Ed Gale jako Bobby Barry
- David Alan Grier jako Jerry Robin Jr.
- Marcia de Rousse jako Kathleen
- Kacie Borrowman jako Margaret
- Michael J. Anderson jako Bruno
- Cherub Freed jako Tiffany (jako Cherub Fried)
- Alexa Nikolas jako Susan Barry
- Brittney Guzman jako Janice
- Bridget Powers jako Sally
- Santiago Segura jako kierownik motelu